# Yurtbaşı, Elâzığ
Yurtbaşı là một thị trấn thuộc thành phố Elâzığ, tỉnh Elâzığ, Thổ Nhĩ Kỳ. Dân số thời điểm năm 2011 là 7.747 người.